# 레흐족

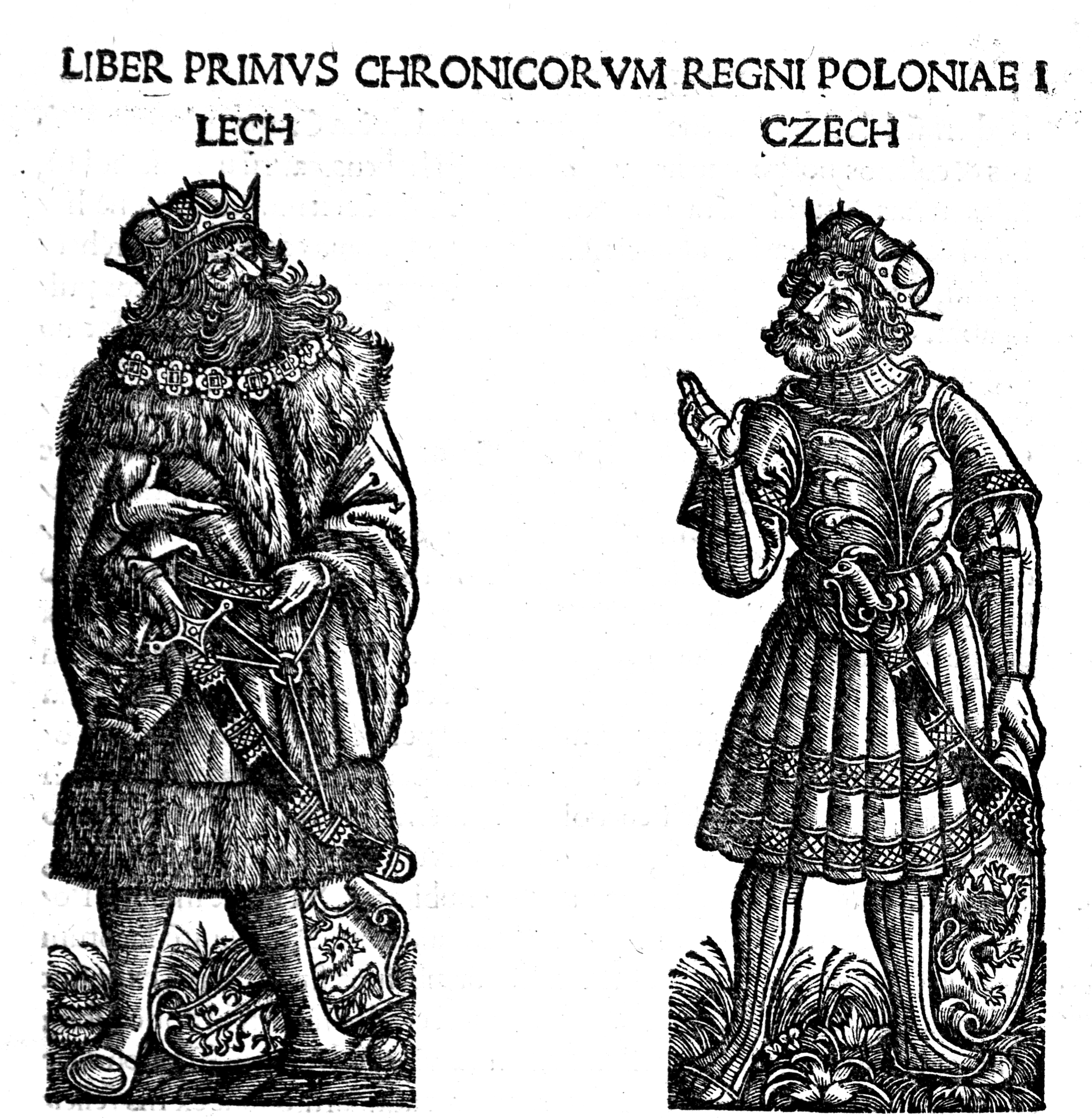
레흐와 체흐 형제. 『폴인의 연대기』에서 이들이 레흐족과 체흐족의 조상이 되었다고 한다.

레흐족(폴란드어: Lechici 레히치[*])은 오늘날의 폴란드 지역에 살면서 레흐어군 언어를 구사한 서슬라브족들을 일컫는다. 오늘날의 폴인의 조상 민족들에 해당하며, 지금은 소멸한 포모제인과 폴라비아인들도 레흐인에 속한다. 레흐족이 아닌 서슬라브족으로는 체코슬로바크어군을 구사하는 체흐족(체코인)이 있다.
폴란드 전설에 따르면 미에슈코 1세가 폴란인의 공작이 되어 동부 레흐족들의 땅 3분의 2를 다스렸다. 미에슈코 1세는 오데르강 동쪽의 레흐족들(폴란인, 마소비아인, 포모제인, 비스와인, 실론스크인)을 통일하여 폴란드를 건국했다.  그의 아들 볼레스와프 1세 흐로브리는 브로츠와프, 코워브제크, 크라쿠프에 주교좌를 설치하고 그니에즈노에 대주교좌를 설치했다. 볼레스와프 1세는 보헤미아, 모라비아, 키예프 루스, 루사티아 방면으로 전쟁을 하여 승리했으며 포모제인에게 조공을 강요했다. 볼레스와프 1세는 죽기 직전인 1025년 초대 폴란드 국왕으로 즉위했다.

## 레흐족에 속하는 민족
- 폴란인 → 폴인
- 마소비아인
- 비스와인
- 고플라인
- 렌디아인
- 실론스크인
  - Bieżuńczanie
  - Bobrzanie
  - Dziadoszanie
  - Golęszyce
  - Lubuszanie
  - Opolanie
  - Ślężanie
  - Trzebowianie
- 포모제인
  - 카슈브인
  - 슬로빈치인 (†)
  - 프리사니인 (†)
  - 볼리니아인 (†)
- 폴라비아인 (†)
- 라디미체인[4] (†)
- 뱌티치인[4] (†)
- 오보트리티인 (†)
  - 본토오보트리티인
  - 바그리인
  - 바르나비인
  - 폴라비인
  - Linonen
  - Travnjane
  - 드레바니인
- 벨레티인 (†)
  - 루티치인
    - 키시니인
    - 키르치파니인
    - 톨렌시아인
    - 레다리아인

  - 우크리인
  - 라니인
  - 헤벨리인
  - 볼리니아인
  - 프리사니인

## 같이 보기
- 레흐어군